# Нижний Наратбаш
Ни́жний Наратба́ш (тат. Түбән Наратбаш) — село в Буинском районе Республики Татарстан, административный центр Нижненаратбашского сельского поселения.

## Этимология названия
Топоним произошел от татарского слова «түбән» (нижний) и ойконима «Наратбаш» (Наратбаш).

## География
Село находится в 4 км к северо-востоку от районного центра, города Буинска, смежно селу Бикмуразово. 

## История
В окрестностях села выявлены археологические памятники: Нижненаратбашское поселение (неолит, эпоха поздней бронзы), Нижненаратбашские курганы (без датировки).
Село основано в XVII веке.
В XVIII – первой половине XIX века жители относились к категории удельных (до 1797 года – дворцовых) и государственных крестьян, до середины XIX века выполняли лашманскую повинность. Основные занятия жителей в этот период – земледелие и скотоводство.
В «Списке населенных мест по сведениям 1859 года», изданном в 1863 году, населённый пункт упомянут как лашманская деревня Нижние Нарадбаши 2-го стана Буинского уезда Симбирской губернии. Располагалась на левом берегу озера Бякей, между Казанским и Тетюшским почтовыми трактами, в 6 верстах от уездного города Буинска и в 45 верстах от становой квартиры в удельной деревне Шихарданы. В деревне в 88 дворах жили 753 человека (398 мужчин и 355 женщин). Была мечеть.
В 1890-х годах в селе открыто медресе. В начале XX века функционировали 2 мечети, 2 медресе. В этот период земельный надел сельской общины составлял 1258,5 десятины.
После 1917 года в селе открыта начальная школа. В 1931 году — организован колхоз «Урманай».
В годы Великой Отечественной войны в село был эвакуирован московский детский дом, который работал как школа-интернат.
До 1920 года село входило в Старо-Студенецкую волость Буинского уезда Симбирской губернии. С 1920 года в составе Буинского кантона ТАССР. С 10 августа 1930 года в Буинском районе.

## Население
| 1795 | 1859 | 1880 | 1897 | 1913 | 1920 | 1926 | 1938 | 1949 | 1958 | 1970 | 1979 | 1989 | 2002 | 2010 | 2015 |
| ---- | ---- | ---- | ---- | ---- | ---- | ---- | ---- | ---- | ---- | ---- | ---- | ---- | ---- | ---- | ---- |
| 1015 | 753  | 1054 | 1261 | 1699 | 1303 | 1268 | 1118 | 1038 | 865  | 1207 | 870  | 760  | 684  | 711  | 707  |

Национальный состав села: татары.

## Экономика
Жители преимущественно работают в Буинском машиностроительном заводе, в Буинском Сахарном Заводе, и на предприятиях г.Буинска, занимаются полеводством, мясо-молочным скотоводством.

## Социальные объекты
В селе действуют неполная средняя школа, дом культуры, библиотека.

## Религиозные объекты
Мечеть (с 1993 года).